# I denna natt blir världen ny - Jul i Betlehem II
I denna natt blir världen ny - Jul i Betlehem II è un album in studio della cantante svedese Carola Häggkvist, pubblicato nel 2007 in Svezia, Norvegia, Danimarca e Finlandia. L'album, che contiene canzoni natalizie, è stato registrato a Betlemme nel 2007 e include sia canti tradizionali che nuove composizioni.

## Tracce
1. Stilla natt, heliga natt (Stille Nacht, heilige Nacht)
2. Lyss till änglasångens ord
3. Gläns över sjö och strand
4. I denna natt blir världen ny
5. Her kommer dine arme små
6. När det lider mot jul (Det strålar en stjärna)
7. Vid Betlehem en vinternatt (The First Noel)
8. Ett barn är fött på denna dag
9. Mariavisa
10. Jul, jul, strålande jul
11. Marias vaggsång
12. This Child
13. Go Tell It on the Mountain
14. Nu tändas tusen juleljus